# سن کارلوس (تگزاس)
سن کارلوس (به انگلیسی: San Carlos) یک منطقهٔ مسکونی در ایالات متحده آمریکا است که در شهرستان ایدالگو، تگزاس واقع شده‌است. سن کارلوس ۴٫۶ کیلومتر مربع مساحت و ۳٬۱۳۰ نفر جمعیت دارد و ۲۳ متر بالاتر از سطح دریا واقع شده‌است.